# Родзоне (Куявсько-Поморське воєводство)
Родзоне (пол. Rodzone) — село в Польщі, у гміні Радомін Ґолюбсько-Добжинського повіту Куявсько-Поморського воєводства.
Населення — 68 осіб (2011).
У 1975-1998 роках село належало до Торунського воєводства.

## Демографія
Демографічна структура станом на 31 березня 2011 року:
|          | Загалом | Допрацездатний вік | Працездатний вік | Постпрацездатний вік |
| -------- | ------- | ------------------ | ---------------- | -------------------- |
| Чоловіки | 36      | 13                 | 22               | 1                    |
| Жінки    | 32      | 8                  | 18               | 6                    |
| Разом    | 68      | 21                 | 40               | 7                    |